# Акиок (Аљаска)
Акиок (Аљаска) (енгл. Akhiok) град је у америчкој савезној држави Аљаска.

## Демографија
По попису из 2010. године број становника је 71, што је 9 (-11,3%) становника мање него 2000. године.
| Група                 | 2000.      | 2010.      |
| Амерички староседеоци | 69 (86,3%) | 36 (50,7%) |
| Белци                 | 2 (2,5%)   | 6 (8,5%)   |
| Афроамериканци        | 0 (0,0%)   | 1 (1,4%)   |
| Азијати               | 3 (3,8%)   | 1 (1,4%)   |
| Хиспаноамериканци     | 1 (1,3%)   | 8 (11,3%)  |
| Укупно                | 80         | 71         |